# سوسن سوسي
السوسن السوسي أو أو سوسن شوشان أو السوسن الكسرواني أو السوسن المنقط (باللاتينية: Iris susiana) هو أحد أنواع السوسن من الفصيلة السوسنية.

## الموئل والانتشار
ينتشر في بلاد الشام وتركيا.

## الوصف النباتي
نبتة (دائمة)، ذات جذمور قصير ومتراص، شكل أوراقها منحنيًة قليلاً، بطول 25 سم بعرض 5-12 مم، يتسع عرضها قليلاً عند القاعدة. أوراق الزهرة منعكسة للخارج، بيضاوية، بطول 7 سم وعرض 4 سم، مرقطة بقوة باللون البنفسجي على خلفية بيضاء مزرقة. مغطاة بالعديد من الشعيرات التي تضفي عليها شكل مخملي؛ تحتل سطحًا واسعًا، تليها بقعة كبيرة بنفسجية، ذات عروق بيضاء أو أرجوانية. الفروع من نمط 2-3 سم، عبارة عن فلقات (فصوص) قصيرة، مستديرة؛ ذات نهايات متناسقة.

## موعد الإزهار
تزهر في شهر مايو(آيار).

## مرادفات للاسم العلمي
- (باللاتينية: Oncocyclus susianus (L.) K. Koch)
- (باللاتينية: Iris kasruwana Dinsm.)
- (باللاتينية: Iris grandiflora Salisb.)
- (باللاتينية: Iris livida Tratt.)
- (باللاتينية: Iris punctata Moench)
- (باللاتينية: Iris sofarana subsp. kasruwana (Dinsm.) Chaudhary, G. Kirkw. & C. Weymouth)
- (باللاتينية: Iris sofarana var. magnifica Siehe)
- (باللاتينية: Iris sofarana f. franjieh Chaudhary, G. Kirkw. & C. Weymouth)
- (باللاتينية: Iris sofarana f. kasruwana (Dinsm.) Mouterde)
- (باللاتينية:  Iris sofarana,Michael Foster. )
- (باللاتينية:  Iris susiana,Carl Linnaeus. )